# Peristernia despecta
Peristernia despecta is een slakkensoort uit de familie van de Fasciolariidae. De wetenschappelijke naam van de soort is voor het eerst geldig gepubliceerd in 1855 door Adams.